# Quoth
Quoth — мини-альбом Ричарда Дэвида Джеймса, выпущенный 22 марта 1993 года под псевдонимом Polygon Window на лейбле Warp Records.Заглавный трек был включен в трек лист альбома Surfing on Sine Waves.Секретный микс на Quoth доступен только на только на CD в США и на первом выпуске CD в Великобритании
Заглавная песня достигла 49-го места в британском чарте синглов.В 2017 году журнал Fact поместил его на пятое место в своем списке "50 лучших треков Aphex Twin всех времен" , а в 2022 году журнал Rolling Stone поместил его на 168-е место в своем списке «200 величайших танцевальных песен всех времен»

## Критический приём
Сайт Allmusic дал EP оценку в 4 из 5 звёзд.Сайт Album of the Year присвоил альбому оценку в 80 баллов из 100.Сайт Rate Your Music дал альбому оценку в 3,36 баллов из 5 возможных

## Трек лист
| №                   | Название                   | Длительность |
| ------------------- | -------------------------- | ------------ |
| 1.                  | «Quoth»                    | 5:34         |
| 2.                  | «Iketa»                    | 4:27         |
| 3.                  | «Quoth (Wooden Thump Mix)» | 7:52         |
| 4.                  | «Bike Pump Meets Bucket»   | 5:48         |
| 5.                  | «Quoth (Hidden Mix)»       | 6:46         |
| Общая длительность: | Общая длительность:        | 30:27        |